# Université Mohammed Ier
L’Université Mohammed Ier constitue un ensemble d'établissements de la région de l'Oriental, au Maroc, avec des campus localisés principalement à Oujda, Nador et Berkane. 
Créée en 1978, elle est classée 32e dans le classement régional 2016 des universités arabes (U.S.News & World Report). 
L'université est présidée par Yassine Zaghloul.

## Infrastructures
Les établissements qui la composent sont : 
| Etablissement                                                | Localisation |
| ------------------------------------------------------------ | ------------ |
| Faculté de médecine et de pharmacie d'Oujda                  | Oujda        |
| Faculté des sciences juridiques économiques et sociales      | Oujda        |
| Faculté des sciences                                         | Oujda        |
| École Supérieure de Technologie d'Oujda (ESTO)               | Oujda        |
| École nationale des sciences appliquées (ENSAO)              | Oujda        |
| École nationale de commerce et de gestion (ENCGO)            | Oujda        |
| Faculté des lettres et sciences humaines                     | Oujda        |
| Faculté pluridisciplinaire de Nador                          | Nador        |
| École Supérieure de Technologie Nador (ESTN)                 | Nador        |
| École Supérieure de l'Éducation et de la Formation (ESEF)    | Oujda        |
| École Nationale de l'Intelligence Artificielle et du Digital | Berkane      |